# 2 septembre dans les chemins de fer
2 août 2 octobre
Chronologies thématiques
- Croisades
- Sports
- Disney

Cette page concerne les événements qui se sont déroulés un 2 septembre dans les chemins de fer.

## Événements

### XIXesiècle
- 1858. France : mise en service du Viaduc de Culoz, sur la ligne de Culoz à Modane.

### XXesiècle
- 1987. États-Unis : le Baltimore and Ohio Railroad et le  Chesapeake and Ohio Railway sont absorbés par la compagnie CSX Transportation.